# Chi Nhái mắt đỏ
Chi Nhái mắt đỏ, danh pháp khoa học Agalychnis, là một chi động vật lưỡng cư trong họ Nhái bén, thuộc bộ Anura. Chi này có 6 loài và 50% bị đe dọa hoặc tuyệt chủng.

## Hình ảnh

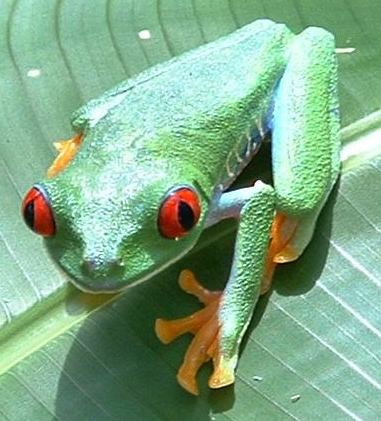
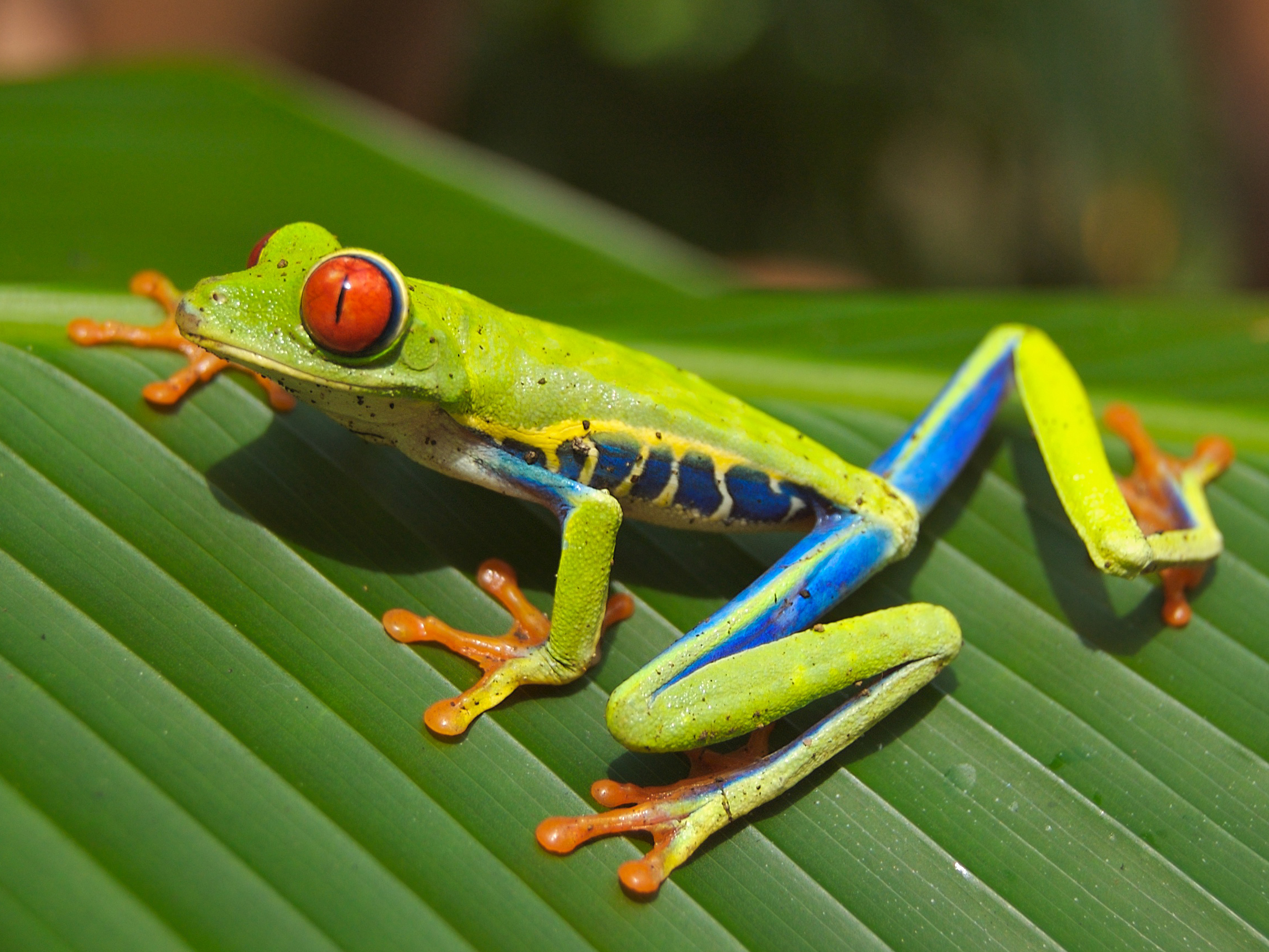
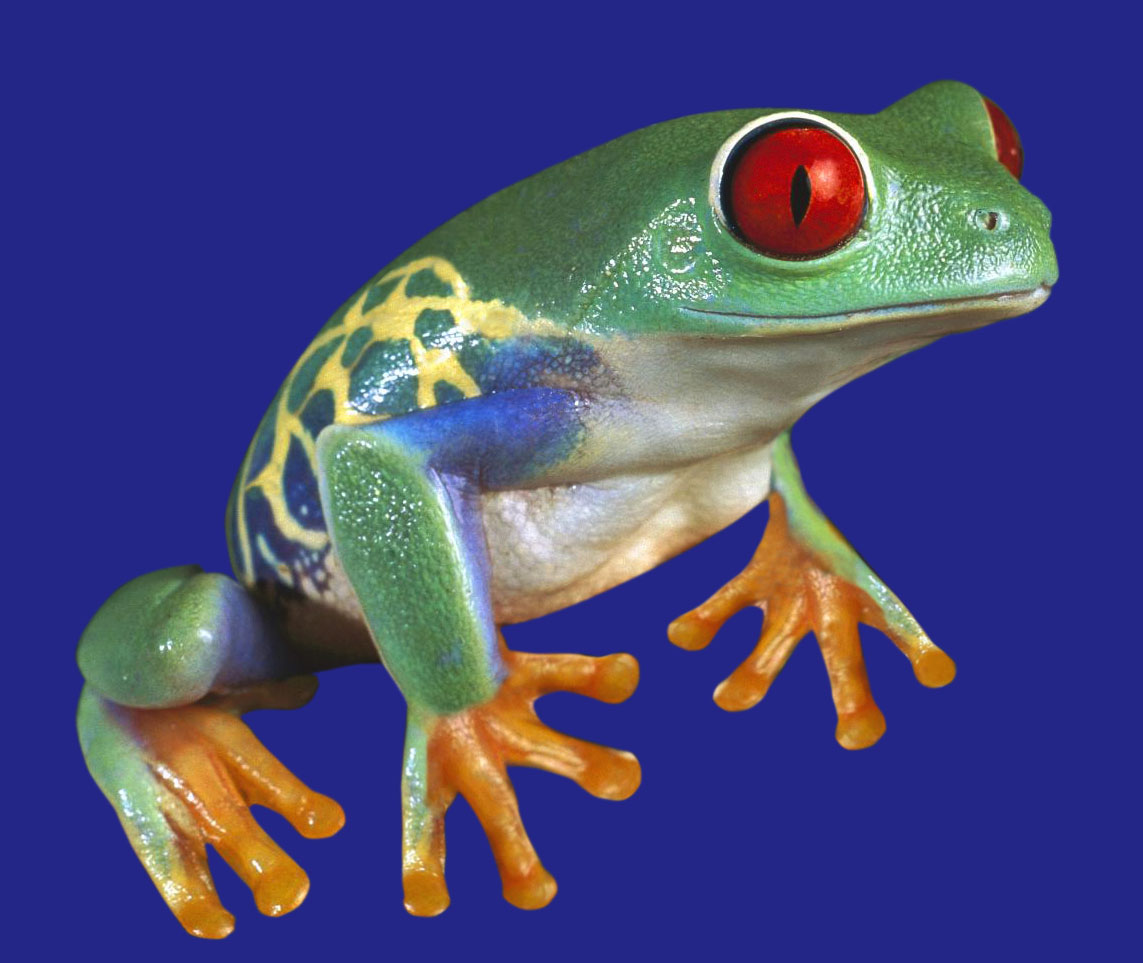

- Tập tin:Tập